# Sesuvium portulacastrum
Sesuvium portulacastrum ist eine Pflanzenart aus der Gattung Sesuvium innerhalb der Familie der Mittagsblumengewächse (Aizoaceae).

## Beschreibung

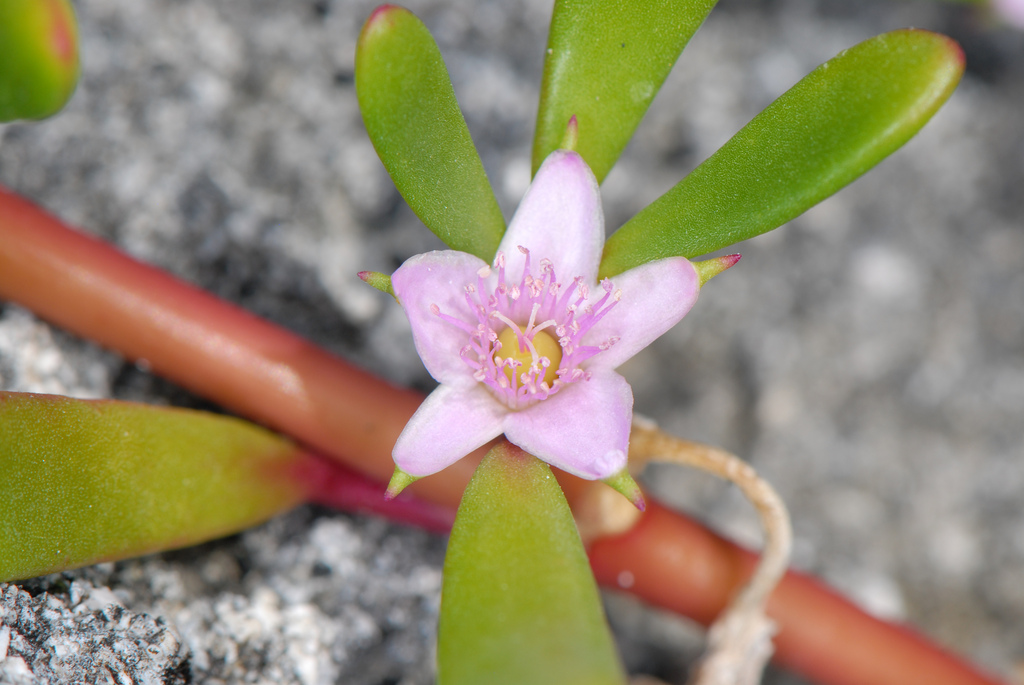
Blüte

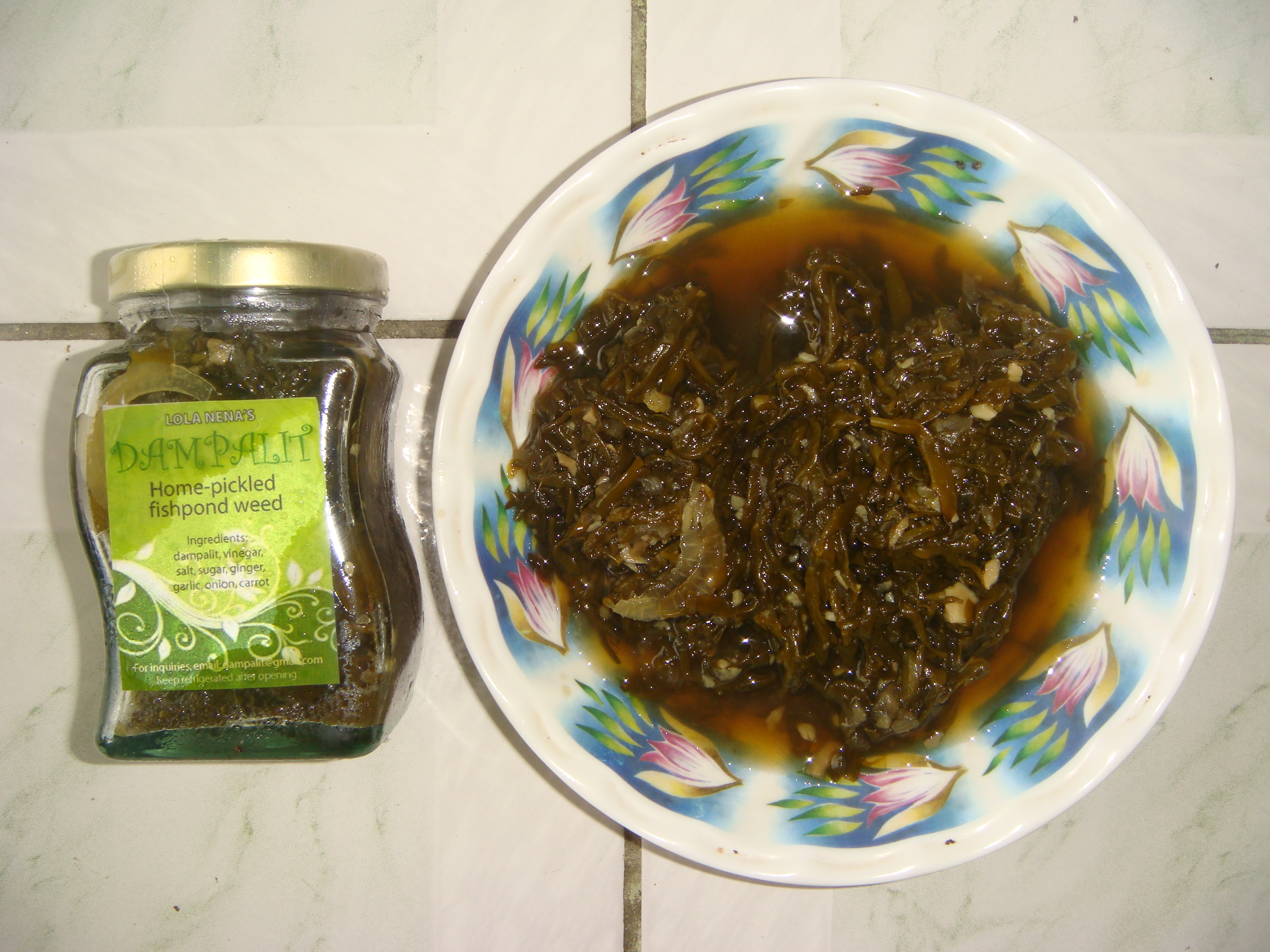
Gekochte und eingelegte Blätter

### Vegetative Merkmale
Sesuvium portulacastrum ist eine ausdauernde sukkulente Pflanze. Ihre niederliegenden, verzweigten Stängel sind bis zu 80 Zentimeter lang. Die oberirdischen Pflanzenteile sind kahl.
Die gegenständig am Stängel angeordneten Laubblätter sind kurz gestielt. Die dickfleischigen Blattspreiten sind bei einer Länge von 10 bis 60 Millimetern sowie einer Breite von 1 bis 14 Millimetern eiförmig-länglich bis lanzettlich-spatelig mit stumpfem oder fast spitzem oberen Ende.

### Generative Merkmale
Die Blüten stehen einzeln in den Blattachseln. Der Blütenstiel ist 3 bis 23 Millimeter lang.
Die zwittrige Blüte ist radiärsymmetrisch. Die vier oder fünf kronblattartigen Blütenhüllblätter sind bei einer Länge von 4 bis 8 Millimetern sowie einer Breite von 3 bis 5 Millimetern eiförmig-länglich; sie enden in einer dorsalen Grannenspitze von 1,5 Millimetern Länge. Sie sind innen rosarot und außen grün. Die 10 bis 15 Staubblätter sind frei. Der Fruchtknoten besitzt zwei, meist drei bis fünf Kammern. Es sind selten zwei, meist drei bis fünf Griffel vorhanden.
Die Frucht ist bei einer Länge von etwa 6,5 Millimetern und einem Durchmesser von etwa 3 Millimetern länglich-ellipsoid oder verkehrt-eiförmig. Die Samen sind etwa 1 Millimeter lang und schwarz.
Die Chromosomengrundzahl beträgt n = 8; es wurden Chromosomenzahlen von 2n = 36, 40 oder 48 ermittelt.

## Vorkommen
Sesuvium portulacastrum kommt fast weltweit in den Tropen bis Subtropen vor. Sie gedeiht vorwiegend an den Küsten.

## Systematik
Die Erstveröffentlichung erfolgte 1753 unter dem Namen (Basionym) Portulaca portulacastrum durch von Carl von Linné in Species Plantarum, Tomus I, S. 446. Die Neukombination zu Sesuvium portulacastrum (L.) L. wurde durch Linnè 1759 in Systema Naturae, 10. Auflage, Band 2, S. 1058 veröffentlicht. Ein Synonym für Sesuvium portulacastrum (L.) L. ist Halimus portulacastrum (L.) Kuntze.
Je nach Autor gibt es etwa zwei Unterarten:
- Sesuvium portulacastrum (L.) L. subsp. portulacastrum
- Sesuvium portulacastrum subsp. persoonii Sukhor.: Sie kommt im tropischen Westafrika in Mauretanien, Senegal, Gambia, Guinea-Bissau und auf den Kapverden vor.

## Nachweise